# 同心满族乡
同心满族乡是中华人民共和国黑龙江省哈尔滨市双城区下辖的一个民族乡，位于双城市西9公里。

## 行政区划
同心满族乡下辖以下村级行政区划单位：
同心村、富成村、同兴村、治安村、同旺村、同富村和同强村。